# Massacres de Damasak
Les massacres de Damasak ont lieu lors de l'insurrection de Boko Haram au Nigéria. Plusieurs tueries sont commises dans la ville pendant son occupation par les djihadistes de Boko Haram, du 24 novembre 2014 au 17 mars 2015.

## Déroulement
Le 24 novembre 2014, les djihadistes de Boko Haram envahissent la ville de Damasak, située dans l'État de Borno, près de la frontière avec le Niger. 3 000 personnes traversent le Komadougou Yobé, par bateau ou à la nage pour trouver refuge au Niger, plusieurs personnes meurent noyées. Les djihadistes poursuivent les fuyards jusque sur les rives de la rivière et ouvrent le feu sur civils, y compris sur les femmes et les enfants. Environ 50 personnes sont tuées par les assaillants le jour de la prise de la ville. La plupart des victimes sont des jeunes hommes, Boko Haram aurait vraisemblablement décidé de mener ce raid pour punir les jeunes de Damasak qui rejoignaient en nombre les groupes d'auto-défense,.
Tous les habitants ne parviennent cependant pas à s'enfuir, les hommes de Boko Haram capturent 400 à 500 femmes et enfants. Pendant toute la durée de l'occupation djihadistes ces derniers restent emprisonnés à Damasak tandis que les rebelles islamistes installent leur quartier général à l'école primaire de la ville. Quelques femmes sont relâchées, d'autres sont mariées de force. Une rescapée réfugiée au Niger et retenue captive par Boko Haram pendant 17 jours déclare en janvier 2015 à propos des djihadistes : « ils nous ont dit qu’ils trouveraient aussi des maris pour les femmes dont les époux ont été tués. [...] Ça se voit à leur comportement qu’ils prennent des choses, ce sont des drogués, ils doivent boire de l’alcool aussi, ils avaient les yeux rouges, ils avaient un comportement très étrange, le matin et le soir surtout. On les voyait hurler, et tirer en l’air ».
Le 9 mars 2015, 1 500 soldats tchadiens et nigériens franchissent la frontière près de Diffa et attaquent Boko Haram à Damasak. Le 17 mars la ville est prise, mais elle est presque totalement déserte, les soldats ne trouvent que cinq habitants en vie. Les djihadistes s'enfuient en emmenant avec eux les femmes et les enfants,,,,.
Mais le 20 mars, un détachement de soldats tchadiens commandés par le colonel Ahmat Youssouf découvre un charnier au nord de Damasak contenant environ une centaine de corps, en partie momifiés, dont des vieillards, des femmes et des enfants. Ils avaient été jetés dans la rivière ou abandonnés dans la brousse. Une vingtaine de cadavres sont trouvés en dessous d’un pont qui enjambe un des bras du Komadougou Yobé. D'autres dépouilles sont retrouvées décapitées. Les militaires tchadiens estiment alors que le massacre aurait été commis autour de janvier,,.
Beaucoup d'autres corps continent d'être découverts dans les environs de Damasak, principalement dans la rivière dont le lit est à sec, d'autres dans des maisons ou des rues. Fin avril, le gouvernement de l'État de Borno déclare que « plusieurs centaines » de cadavres ont été retrouvés, tandis que selon l'AFP, un habitant ayant participé à l'inhumation des corps, Mohammed Sadiq, a déclaré que le bilan pourrait dépasser les 400 morts.

### Vidéographie
- [vidéo] Boko Haram Abductions and Massacre in Damasak, Nigeria, Human Right Watch, 29 mars 2016.

### Photographies
- Boko Haram : une centaine de corps découverts dans une fosse commune à Damasak, photographies de l'agence Reuters.

### Témoignages et reportages
- Nicolas Champeaux, Niger: rescapées de Boko Haram, elles témoignent, RFI, 20 janvier 2015.
- La paix est revenue à Damasak, dans le nord du Nigeria. Pas ses enfants., AFP, 27 avril 2017.